# 待根山
待根山（まちねやま）とは、北海道樺戸郡新十津川町と石狩郡当別町との境にある標高1,002mの山である。山名はアイヌ語のマチネ・シリ（女山）に由来しており、ピンネシリ（男山）と対を成している。月形北部の樺戸山地に位置する。

## 近くの山
- ピンネシリ（1,100m）
- 隈根尻山